# Lea Johanidesová
Lea Johanidesová  (*21. prosince 1989, Ústí nad Orlicí) je bývalá česká reprezentantka v biatlonu.
Po vystudování gymnázia v České Třebové pokračuje ve studiu na Vyšší odborné škole mezinárodního obchodu v Jablonci nad Nisou.
Je několikanásobnou mistryní České republiky v biatlonu a v letním biatlonu mezi juniorkami. Na mistrovství Evropy 2013 v bulharském Bansku získala stříbrnou medaili ve štafetě (složení Jitka Landová, Lea Johanidesová, Eva Puskarčíková a Veronika Zvařičová).
Jako náhradnice se zúčastnila Zimních olympijských her 2014 v Soči. Ve stíhacím závodě na 10 km v závodu IBU cupu v Breznu-Osrblie dne 4. února 2017 skončila na 2. místě, když startovala z 9. místa a porazila ji jen ruská biatlonistka Darja Virolajnenová.

## Výsledky

### Světový pohár
Sezóna 2017/18
| ČSP              | Místo            | SP           | SZ           | HZ           | IZ           | ŠT           | SŠT          | SZD          | STŘ          |
| ---------------- | ---------------- | ------------ | ------------ | ------------ | ------------ | ------------ | ------------ | ------------ | ------------ |
| 1.               | Östersund        | 67.          | –            | –            | 62.          | –            | –            | –            | 100%         |
| 2.               | Hochfilzen       | nestartovala | nestartovala | nestartovala | nestartovala | nestartovala | nestartovala | nestartovala | nestartovala |
| 3.               | Annecy           | nestartovala | nestartovala | nestartovala | nestartovala | nestartovala | nestartovala | nestartovala | nestartovala |
| 4.               | Oberhof          | nestartovala | nestartovala | nestartovala | nestartovala | nestartovala | nestartovala | nestartovala | nestartovala |
| 5.               | Ruhpolding       | –            | –            | –            | 66.          | –            | –            | –            |              |
| 6.               | Anterselva       | nestartovala | nestartovala | nestartovala | nestartovala | nestartovala | nestartovala | nestartovala | nestartovala |
| 7.               | Kontiolahti      | nestartovala | nestartovala | nestartovala | nestartovala | nestartovala | nestartovala | nestartovala | nestartovala |
| 8.               | Holmenkollen     | nestartovala | nestartovala | nestartovala | nestartovala | nestartovala | nestartovala | nestartovala | nestartovala |
| 9.               | Ťumeň            | nestartovala | nestartovala | nestartovala | nestartovala | nestartovala | nestartovala | nestartovala | nestartovala |
| Celkové umístění | Celkové umístění | nkl.         | –            | –            | nkl.         |              |              |              | 96 %         |
| Celkové umístění | Celkové umístění | 0 b.         |              |              |              |              |              |              | 96 %         |